# 拉明·亞馬爾
拉明·亞馬爾·纳斯拉维·埃巴纳（西班牙語：Lamine Yamal Nasraoui Ebana；2007年7月13日—），是西班牙職業足球運動員，司職翼鋒，現效力於西班牙甲組足球聯賽球會巴塞隆拿，同時亦是西班牙國家足球隊成員。2025年6月，其转身价达2亿欧元，超越姆巴佩、哈兰德等，一度成为全球身价最高球员。

## 早年经历
2007年7月13日，拉明·亚马尔在西班牙加泰罗尼亚巴塞罗那都会区埃斯普卢加斯出生，母亲是出生于赤道几内亚巴塔的服务员，父亲是来自摩洛哥拉臘什的油漆工。
亚马尔三岁的时候，父母离异，但陪伴亚马尔度过整个童年。一家人原本生活在马塔罗，亚马尔父母离异后，亚马尔母亲搬到格拉诺列尔斯，亚马尔4岁时在格拉诺列尔斯当地的炮塔（La Torreta）俱乐部学习足球。与此同时，亚马尔也辗转于马塔罗和格拉诺列尔斯两座城市，与父亲和母亲一起生活。在马塔罗，亚马尔与父亲居住在罗卡丰达社区，西班牙《国家报》称这个地方遭到“遗忘、孤立和污名化”；拉马尔进球的时候，会比划出304的手势，304是罗卡丰达邮编08304的后三位数。后来拉马尔在足坛打响名号，08304这个数字也为世人所熟知，也给罗卡丰达这个工人阶级社区带来荣光。
6岁的时候，亚马尔被巴塞罗那的球探发掘，受邀到拉瑪西亞参加训练班，2014年正式签约巴萨青训队。

## 俱乐部生涯

### 巴塞罗那

#### 青年队
在拉瑪西亞，亚马尔被认为是巴塞罗那最有前途的青训学员之一。2022至23赛季，已经超龄的亚马尔加入巴萨青年A队，2022年9月初与其他青训队员被巴萨主教练哈維选入一线队。虽然还没有签约巴萨的一线队，亚马尔已经成为深受教练赏识的青训学员。
2023年4月29日，亚马尔在对阵皇家贝蒂斯的西甲比赛中首次代表巴萨一线队出场，在比赛第83分钟替补加維上场，门对前巴萨守门员哥迪奧·巴禾射正一次，帮助巴萨4比0战胜对手，以15岁9个月16天的年龄成为西甲史上第五年轻的球员，同时也是巴萨一线队100年来首位15岁球员（上一位是1922年参赛的阿尔曼多·塞吉）。2023年5月14日，亚马尔随队拿下2022–23赛季西甲冠军，职业生涯首次夺得联赛冠军。由于在国家青年队有比赛任务，亚马尔没有参加巴萨在接下来一周庆祝夺冠的活动。

#### 一线队
2023至24赛季，亚马尔继续留在巴塞罗那B队。尽管如此，2023年8月20日，亚马尔首次入选巴萨一线队首发阵容，帮助球队在孔帕尼斯奥林匹克体育场2比0战胜加的斯。到比赛还剩五分钟的时候，亚马尔被换下，全场为他起立鼓掌。8月28日，亚马尔再度入选首发阵容，在4比3战胜比利亞雷阿爾的比赛中助攻加维和罗伯特·莱万多夫斯基进行，获评为比赛的最佳球员。同样在8月，西甲首次评选月度最佳U23球员，亚马尔因表现出色入选。9月19日，亚马尔首次亮相欧冠联赛，帮助巴萨5比0击败安特卫普。10月2日，亚马尔与巴萨续约至2026年，附带10亿欧元的买断条款。两天后，亚马尔在对阵波尔图的比赛中首次入选欧冠首发阵容。10月8日，他在2比2战平格拉纳达的比赛中攻入一线队首球；10月28日，他首次参加西班牙打吡比赛，以替补身份上场，结果1比2惜败皇家马德里。12月4日，亚马尔获得首届欧洲金童奖最年轻球员奖，该奖表彰入选金童奖提名名单中最年轻的球员。颁奖典礼当天，亚马尔到学校上课，没有到场 。
2024年1月11日，亚马尔在对阵奥萨苏纳的西班牙超級盃半决赛中攻入一球，帮助球队2比0拿下比赛，以16岁182天的年龄成为超级杯史上最年轻的进球球员。1月14日，亚马尔在对阵皇家马德里的西班牙超级杯决赛的最后29分钟上场。两个星期后的1月25日，亚马尔在对阵毕尔巴鄂竞技的西班牙國王盃四分之一决赛中进球，成为国王杯史上最年轻的进球球员，惟巴萨在加时赛阶段2比4不敌毕尔巴鄂。2月11日，亚马尔在3比3战平格拉纳达的比赛中首次梅开二度，获得比赛最佳球员称号。2023至24赛季，亚马尔随巴塞罗那获得西甲联赛亚军，欧冠方面则在四分之一决赛阶段被巴黎圣日耳曼淘汰。
亚马尔参加了2023至24赛季的全部50场比赛，以16岁的年纪打破巴塞罗那队史的多项纪录：在西甲，亚马尔是巴萨最年轻的首发球员、最年轻的助攻球员、最年轻的进球球员、西班牙打吡的最年轻参赛球员、最年轻梅开二度球员（同时也是第一位在17岁时梅开二度的球员）、在西甲联赛累计进球超过10球的最佳年轻球员；欧冠联赛方面，亚马尔是第二年轻的参赛球员（仅次于优素法·穆科科）、最年轻的首发球员、淘汰赛阶段的最年轻球员。
2024年9月19日，亚马尔在欧洲冠军联赛對摩納哥1比2落敗的比賽中攻入他在該項赛事的首球，以17岁68天的年齡成為歐洲聯賽冠軍盃第二年輕的進球球員，僅次於隊友安蘇·法蒂的17岁又40天。10月26日，亚马尔在客場4比0戰勝皇家馬德里的球賽中攻進一球，使他以17岁105天的年紀成為西班牙國家打吡中最年輕的入球球員。2025年2月2日，在对阵阿拉维斯的西甲联赛中盘带21次，打破梅西2007年创下的单场盘球纪录。
2025年4月30日，亚马尔在巴萨的第100场比赛，在主场对阵国际米兰的欧冠半决赛首回合中攻入巴萨首球，帮助球队3比3战平国米。国米主教练西蒙尼·因扎吉赛后评价亚马尔是“50年一遇的天才”。2025年5月7日，客场对阵国际米兰的欧冠半决赛次回合比赛中，尽管最终总比分6-7战败且未取得进球，但是亚马尔表现极其出色。2025年5月11日，西班牙甲级联赛第35轮，赛季第四次对阵皇家马德里的国家德比中，亚马尔在比赛中打入扳平比分的进球，球队最终以4-3的比分完成该赛季对死敌的“四连杀”。2025年5月16日，西班牙甲级联赛第36轮，对阵皇家西班牙人的加泰德比中，亚马尔再次打入一球并率领球队夺得西班牙甲级联赛冠军，达成“本土三冠王”。

## 代表队生涯

### 加泰罗尼亚
亚马尔曾代表加泰罗尼亚联队参赛，11岁时就是联队的队长，历任U12、U14和U16的队长。2022年11月，亚马尔在对阵卡斯蒂利亚-莱昂的比赛攻入全场唯一进球。同月晚些时候，亚马尔在2比2战平阿拉贡的比赛中助攻加泰罗尼亚第二球并染红，成功将加泰罗尼亚送入2022年至2023年西班牙地区球队锦标赛，但未入选2023年地区锦标赛的参赛名单。

### 西班牙

#### 青年队
拉马尔曾代表西班牙U15和西班牙U16参加比赛。
2023年，他代表西班牙U17参加欧洲U-17足球锦标赛，在比赛中攻入4球。最终西班牙U17在半决赛阶段1比3不敌法国。

#### 成年队
2023年9月1日，亚马尔获西班牙国家队主教练路易斯·德拉富恩特征召参加对阵格魯吉亞和塞浦路斯的2024年歐洲國家盃外圍賽。9月8日，他在对阵格鲁吉亚的比赛中首次代表西班牙国家队出场，在第74分钟攻入国家队首球，帮助西班牙7比1大胜对手，以16岁57天的年纪成为西班牙国家队最年轻的球员和进球球员，打破此前由加维创下的17岁62天首次出场、17岁304天首次进球的纪录另外，亚马尔也是欧洲杯资格赛史上最年轻的进球球员，仅次于威尔士球员加雷斯·贝尔（17岁83天首次进球）。2023年10月，亚马尔再度入选对阵蘇格蘭和挪威的欧洲杯资格赛。最终西班牙拿下两场比赛的胜利，获得2024年歐洲足球錦標賽参赛资格。
2024年6月7日，亚马尔入选西班牙参加欧洲杯的26人最终名单。6月15日，亚马尔在对阵克羅地亞的小组赛中首次亮相欧洲杯，以16岁338天的年纪成为欧洲杯史上最年轻的球员，打破波兰球员卡佩尔·科兹洛夫斯基持有的纪录。在这场比赛中，亚马尔还助攻达尼·卡瓦哈尔进球，成为欧洲杯史上最年轻的助攻球员，帮助西班牙3比0战胜对手。之后对阵格鲁吉亚的八分之一决赛，亚马尔成为欧洲杯淘汰赛有史以来最年轻的球员，打破祖德·贝林厄姆纪录，贡献一次助攻，帮助西班牙4比1战胜对手。在西班牙2比1战胜德國的四分之一决赛中，亚马尔助攻西班牙逆转对手，成为西班牙国家队第四位在同一届欧洲杯助攻三次的球员（前两位是2008年的薩斯克·法比加斯、2012年的大衛·席爾瓦和2020年的達尼·奧爾默）。7月9日，西班牙在半决赛2比1战胜法國，亚马尔在禁区外打出一记弧线球，帮助西班牙取得开门红，成为欧洲杯史上最年轻的进球球员，比之前持有该项纪录的约翰·冯兰腾小一岁；彼时，亚马尔还有4天就到17岁生日。在西班牙2比1战胜英格蘭的决赛中，亚马尔成为欧洲杯决赛史上最年轻的球员，在比赛中助攻尼科·威廉斯拿下西班牙首球，继而成为在大赛决赛中参与进球进攻的最年轻球员。比赛结束后，亚马尔被评为最佳年轻球员。

## 比赛风格
亚马尔是善用左脚的前锋，传球及创造机会的能力过人。亚马尔既可以胜任中锋，也可以担任攻击中场或边锋，尤其是右路方面。在右边锋位置上，亚马尔多数用左脚。此外，他还有弧线球破门的能力。
和前巴萨球员利昂内尔·梅西等拉瑪西亞青训球员一样，亚马尔的技术能力出众。亚马尔称内马尔深入影响了他的比赛风格。

## 相关事件
2024年8月14日，西班牙《先锋报》称亚马尔父亲在马塔罗一座停车场被人捅伤，送院时情况稳定。警方宣布逮捕四名涉案人士。

### 种族主义风波
西甲2024－2025赛季首轮国家德比，皇马两名球迷对着亚马尔及其它巴萨其他少数民族的队员辱骂，并且拍摄以及进行欺凌，说:“操摩洛哥人废物（Puto moro de mierda)。”、“猴儿 （Mono）。”、“操死黑人（Puto Negro）”。等种族歧视脏话，西班牙职业联盟对这两位球迷进行处罚。

## 生涯統計

### 球會
最後更新：2025年5月6日
| 球會        | 球季     | 聯賽     | 聯賽 | 聯賽 | 西班牙國王盃 | 西班牙國王盃 | 歐洲賽 | 歐洲賽 | 其他 | 其他 | 合計 | 合計 |
| 球會        | 球季     | 級別     | 出場 | 入球 | 出場         | 入球         | 出場   | 入球   | 出場 | 入球 | 出場 | 入球 |
| ----------- | -------- | -------- | ---- | ---- | ------------ | ------------ | ------ | ------ | ---- | ---- | ---- | ---- |
| 巴塞隆拿B隊 | 2022–23  | 西协甲   | 1    | 0    | –            | –            | –      | –      | 2    | 0    | 3    | 0    |
| 巴塞隆拿    | 2022–23  | 西甲     | 1    | 0    | 0            | 0            | 0      | 0      | 0    | 0    | 1    | 0    |
| 巴塞隆拿    | 2023–24  | 西甲     | 37   | 5    | 1            | 1            | 10     | 0      | 2    | 1    | 50   | 7    |
| 巴塞隆拿    | 2024–25  | 西甲     | 31   | 6    | 5            | 2            | 13     | 5      | 2    | 2    | 51   | 22   |
| 巴塞隆拿    | 合計     | 合計     | 69   | 11   | 6            | 3            | 23     | 5      | 4    | 3    | 102  | 22   |
| 生涯合計    | 生涯合計 | 生涯合計 | 70   | 11   | 6            | 3            | 23     | 5      | 6    | 3    | 105  | 22   |

注释
1. ↑  西协甲附加赛
2. 1 2  歐洲聯賽冠軍盃
3. 1 2  西班牙超級盃

### 國家隊
最後更新：2025年3月23日
| 國家隊 | 年份 | 出場 | 入球 |
| ------ | ---- | ---- | ---- |
| 西班牙 | 2023 | 4    | 2    |
| 西班牙 | 2024 | 10   | 1    |
| 西班牙 | 2025 | 2    | 1    |
| 合計   | 合計 | 19   | 4    |

### 国家队进球纪录
最後更新：2025年6月6日
西班牙得分列在第一位，得分欄表示亞馬爾入球後的比數。
| # | 日期           | 場地                              | 代表次數 | 對手     | 入球後比分 | 結果比分              | 比賽                             |
| - | -------------- | --------------------------------- | -------- | -------- | ---------- | --------------------- | -------------------------------- |
| 1 | 2023年9月8日   | 第比利斯鮑里斯·派恰澤戴拿模運動場 | 1        |          | 7–1        | 7–1                   | 2024年歐洲國家盃外圍賽           |
| 2 | 2023年11月16日 | 賽普勒斯利马索尔阿尔法梅加体育场  | 3        | 賽普勒斯 | 1–0        | 3–1                   | 2024年歐洲國家盃外圍賽           |
| 3 | 2024年7月9日   | 德国慕尼黑安联竞技场              | 13       | 法國     | 1–1        | 2–1                   | 2024年歐洲足球錦標賽             |
| 4 | 2025年3月23日  | 西班牙瓦倫西亞馬斯泰拿球場        | 19       | 荷蘭     | 3–2        | 3–3 （加时） （5–4 ） | 2024年至2025年歐洲國家聯賽A      |
| 5 | 2025年6月5日   | 德国斯图加特梅赛德斯-奔驰竞技场   | 20       | 法國     | 3-0        | 5-4                   | 2024年至2025年歐洲國家聯賽半决赛 |
| 6 | 2025年6月5日   | 德国斯图加特梅赛德斯-奔驰竞技场   | 20       | 法國     | 5-1        | 5-4                   | 2024年至2025年歐洲國家聯賽半决赛 |

## 榮譽

### 俱乐部
巴塞罗那
- 西班牙足球甲级联赛冠军：2022–23[95]、2024–25[96]
- 西班牙国王杯冠軍：2024–25[97]
- 西班牙超級盃冠軍：2024–25[98]

### 国家队
西班牙
- 欧洲足球锦标赛冠军：2024[99]
- 歐洲國家聯賽亞軍：2024–25[100]

个人
- 科帕獎：2024[101]
- Tuttosport's The Youngest Award: 2023[102]
- 欧洲足球锦标赛最佳年轻球员：2024[103]
- 西甲赛季最佳U23球员：2023–24[104]
- 西甲赛季月度最佳球员（英语：La Liga Player of the Month）：2024年9月[105]
- 西甲赛季月度最佳U23球员（英语：La Liga Player of the Month#La Liga U23 Player of the Month）：2023年8月[30]
- 《都灵体育报》最佳年轻球员：2023[106]
- 环球足球奖最佳新晋球员：2024[107]
- 歐洲U-17足球錦標賽最佳射手：2023（英语：2023 UEFA European Under-17 Championship#Goalscorers）（4球）[108]
- 歐洲足球錦標賽最佳助攻球员：2024（4次）[109]
- 欧洲足球锦标赛最佳阵容：2024[110]
- 國際足球歷史和統計聯合會欧洲足协最佳U20男子阵容：2023[111]
- 歐洲U-17足球錦標賽最佳阵容：2023（英语：2023 UEFA European Under-17 Championship）[112]
- 欧洲足球锦标赛最佳进球：2024[113]
- 西甲月度最佳进球（英语：La Liga Goal of the Month）：2024年3月[114]

## 外部連結
- 拉明·亚马尔在Soccerway.com（英语）
- 拉明·亚马尔在WorldFootball.net（英语）
- 拉明·亚马尔在Soccerbase.com（英语）
- 拉明·亚马尔在National-Football-Teams.com（英语）
- 拉明·亚马尔在BDFutbol（英语）
- 拉明·亚马尔在kicker（德语）
- 拉明·亚马尔在FBref.com（英语）
- 拉明·亚马尔在ESPN（英语）
- 拉明·亚马尔在EU-Football.info（英语）
- 拉明·亚马尔在FootballDatabase.eu（英语）
- 拉明·亚马尔在Fussballdaten.de（德语）
- 拉明·亚马尔在L'Équipe（法语）
- 拉明·亚马尔在Transfermarkt（英语）
- 拉明·亚马尔在懂球帝
- 拉明·亚马尔在AS.com（西班牙语）
- 拉明·亚马尔在Global Sports Archive（英语）